# 普萊恩菲爾德 (紐澤西州)
普萊恩菲爾德（英語：Plainfield）是美國紐澤西州尤寧縣的一座城市，位於尤寧縣的西南角。普萊恩菲爾德是放克音樂百樂門-放克瘋的發源地，以及著名爵士鋼琴家比爾·艾文斯的出生地。

## 外部連結
- Plainfield, New Jersey's Homepage （页面存档备份，存于）
- The Alternative Press in Plainfield （页面存档备份，存于）